# Cyclopogon bidentatus
Cyclopogon bidentatus är en orkidéart som först beskrevs av João Barbosa Rodrigues, och fick sitt nu gällande namn av Dariusz Lucjan Szlachetko. Cyclopogon bidentatus ingår i släktet Cyclopogon, och familjen orkidéer. Inga underarter finns listade i Catalogue of Life.